# Rio Bădeni (Dâmbovița)
O Rio Bădeni é um rio da Romênia afluente do rio Dâmboviţa, localizado no distrito de Argeş.